# Franche-Comté-smide

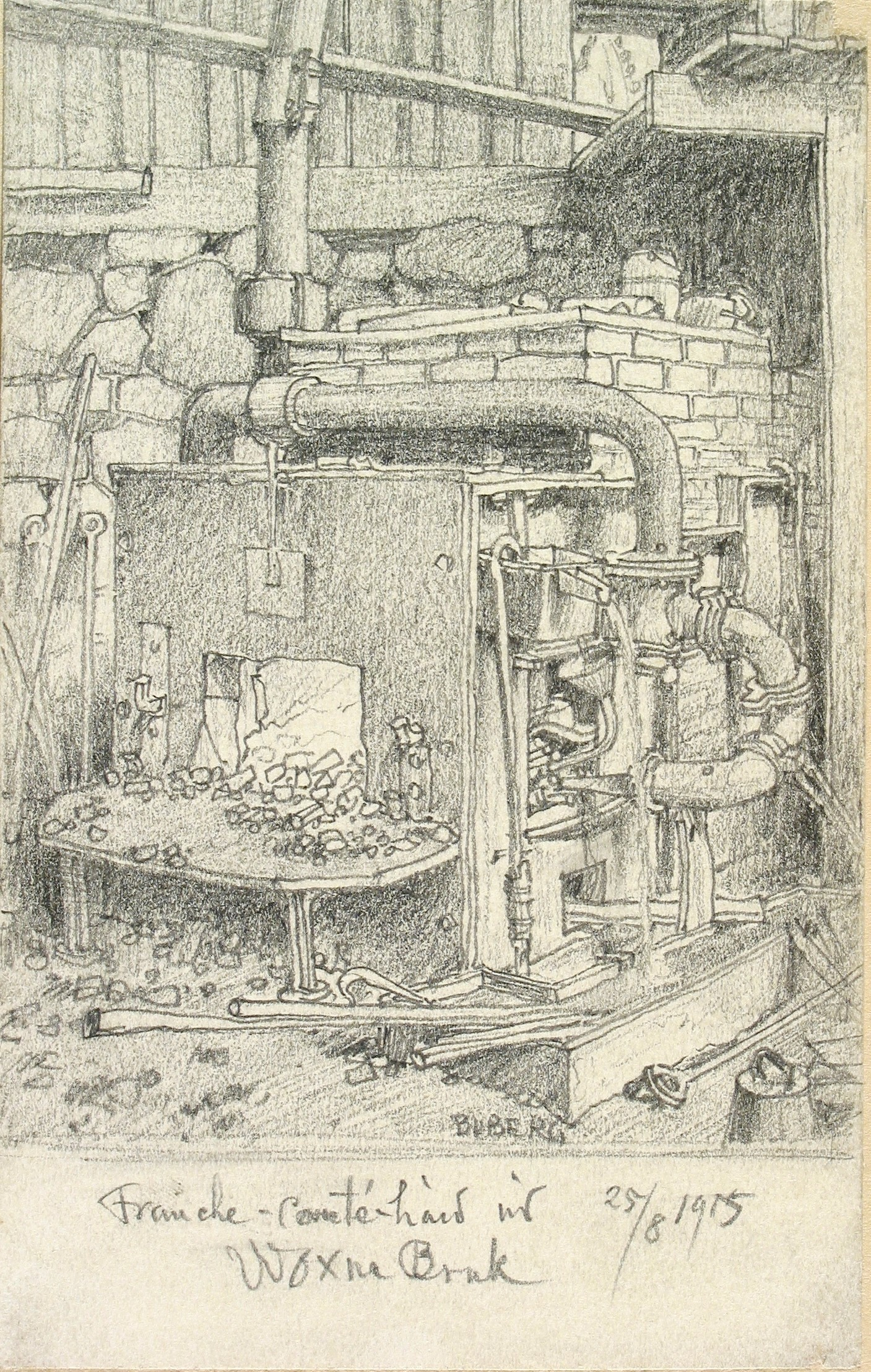
Franche-Comtéhärd vid Woxna bruk 1915. Blyertsteckning av Ferdinand Boberg.

Franche-Comté-smide (franskt uttal: [fʁɑ̃ʃ kɔ̃te-]) avser en äldre härdfärskningsmetod för framställning av smidesjärn ur tackjärn. Metoden infördes till Sverige från Frankrike under 1850-talet, men ersattes snart av bättre metoder, till exempel lancashireprocessen.
Lancashireprocessen, som infördes till Sverige redan på 1830-talet, krävde stora omorganisationer på järnbruken både i fråga om arbetsuppgifter och utrustning. Detta var något som inte passade den stora andelen små svenska järnbruk, och det var mot denna bakgrund Franche-Comté-smidet infördes från nordöstra Frankrike och Belgien. Metoden hade stora likheter med det tidigare vanliga tysksmidet, men vid Franche-Comté-smide användes en täckt ugn, liknande den som fanns i lancashiresmedjor.
Under ett antal år hade således Franche-Comté-smidet en ganska stor spridning, detta till följd av den minskade kolåtgång och den jämnare kvalitet järnet erhöll i jämförelse med tysksmidet. Liksom vid tysksmidet utfördes färskningen och vällningen av tackjärnet i samma härd (räckhammarsmide). Den tackjärnskvantitet man hade vid Franche-Comté-smidet var emellertid mycket mindre än vid tysksmidet, vilket krävde ett omsorgsfullare arbete i härden. Det slutgiltiga produkten man fick fram, stångjärn, hade ojämnare kvalitet och var mindre segt än lancashirejärnet, vilket bara efter några årtionden helt hade konkurrerat ut det förra.